# Kadua formosa
Kadua formosa là một loài thực vật có hoa trong họ Thiến thảo. Loài này được Hillebr. mô tả khoa học đầu tiên năm 1888.

## Hình ảnh

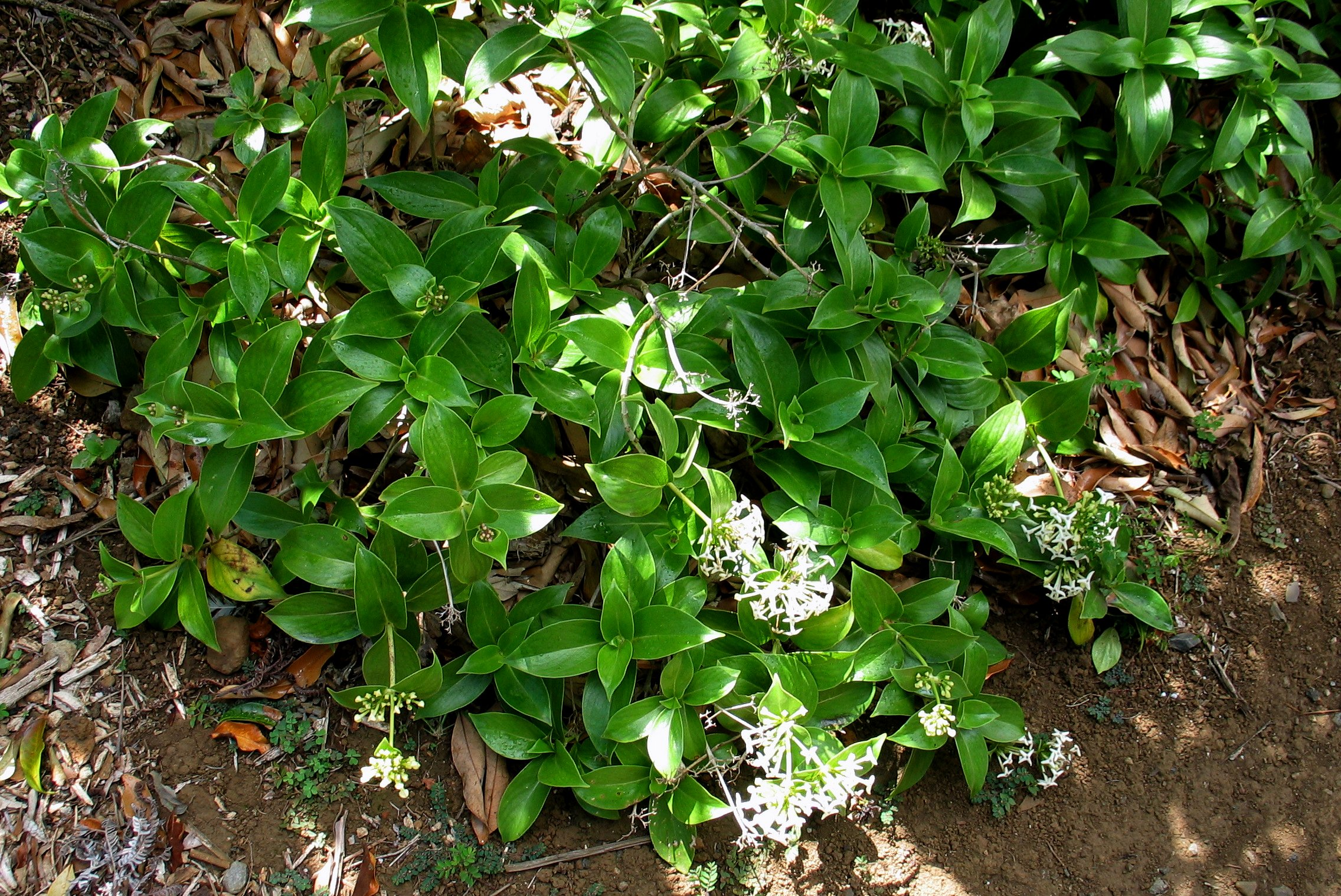